# Бобри
Бобрите (Castor) са род водолюбиви гризачи от семейство Боброви (Castoridae). Разпространени са в Северна Америка и Европа.
Генетични изследвания на двата вида европейски и северноамерикански бобър показват специфични различия между техните популации и малко вероятната кръстоска на видовете.
Бобрите са известни с отличителната си черта да „строят“ бентове (прегради) на реките, като така създават малки езерца, където строят своите домове. Телата им достигат на дължина до 130 cm и тежат до 30 кг. Ловуват се заради ценната им кожа.
Американският бобър е обявен за национално животно на Канада.

## Видове
- Castor canadensis – Американски бобър
- Castor fiber – Европейски бобър